# Chīl (ort)
Chīl (persiska: جغدرِ بالا, چیل, Jaghdar-e Bālā, Jaghdar-e Kūchek, جغدر کوچک) är en ort i Iran.   Den ligger i provinsen Hormozgan, i den sydöstra delen av landet, 1 000 km sydost om huvudstaden Teheran. Chīl ligger 1 105 meter över havet och antalet invånare är 329.
Terrängen runt Chīl är huvudsakligen kuperad, men österut är den platt. Runt Chīl är det ganska glesbefolkat, med 50 invånare per kvadratkilometer. Närmaste större samhälle är Ban Gowd-e Aḩmadī, 13,2 km norr om Chīl. Trakten runt Chīl är ofruktbar med lite eller ingen växtlighet.